# Glossaire de diplomatique et de paléographie
- Haut – A
- B
- C
- D
- E
- F
- G
- H
- I
- J
- K
- L
- M
- N
- O
- P
- Q
- R
- S
- T
- U
- V
- W
- X
- Y
- Z

## A
- Aveu et dénombrement

## B
- Bulle pontificale

## C
- Capitulaire
- Charte
- Chrysobulle
- Collationner

## D
- Date
- Date de lieu
- Diplôme

## E
- Édit
- Entérinement
- Eschatocole

## I
- Indiction

## L
- Lac
- Lettre
  - Lettres patentes
  - Lettre de cachet (aussi appelée lettre close ou lettre fermée)

## M
- Mandement (voir également la page d'homonymie)
- Monogramme

## N
- Notice

## O
- Ordonnance

## Q
- Queue

## R
- Registre de chancellerie
- Réintégrande
- Rescrit

## S
- Sceau
- Seing
- Souscription
- Style

## V
- Vidimus